# Surattha soudanensis
Surattha soudanensis là một loài bướm đêm trong họ Crambidae.